# Domenico Allegri
Domenico Allegri (Roma, 1585? - Roma, 5 de septiembre de 1629) fue un cantante y compositor italiano.

## Biografía
Hijo del cochero Costantino y hermano menor del compositor Gregorio Allegri, se inició musicalmente como puer soprano con Giovanni Bernardino Nanino, maestro de capilla en la Iglesia de San Luigi dei Francesi, donde permaneció hasta el 13 de enero de 1602.

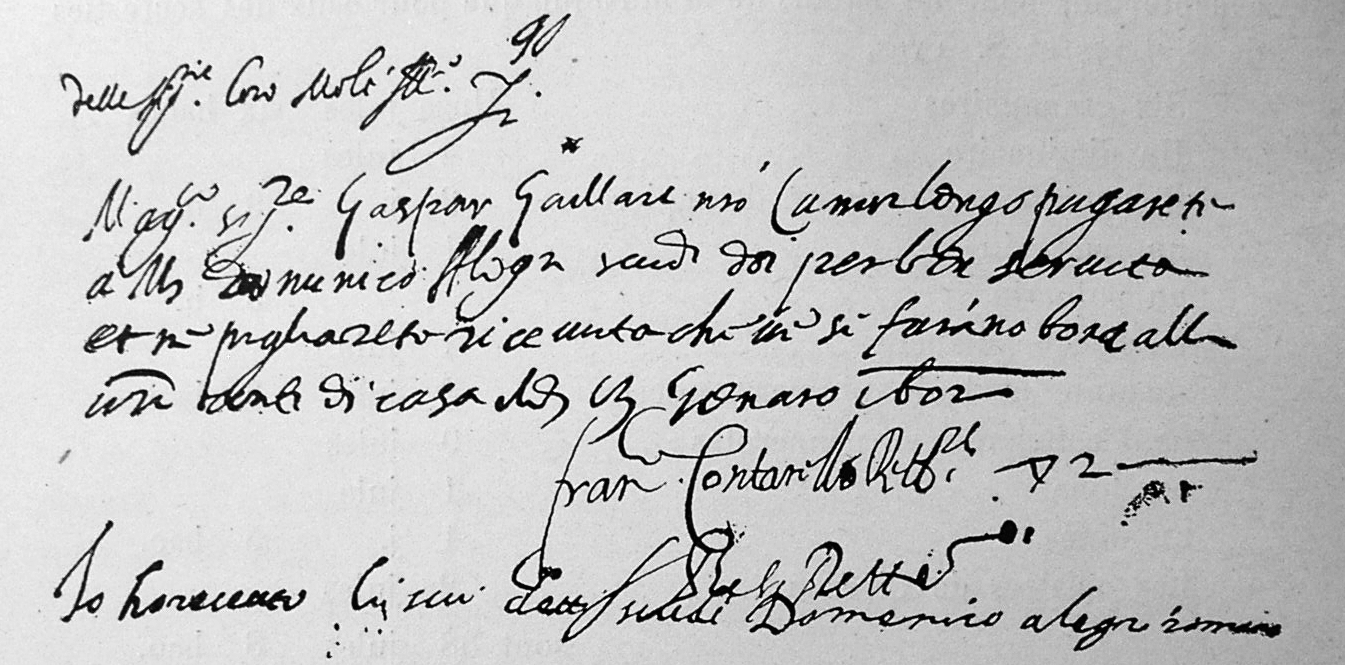
Recibo de pago de la iglesia de San Luis de los Franceses para el joven Domènico Allegri

Las noticias sobre su vida son escasas. Después de un breve periodo como cantor contraltus en San Luigi, fue nombrado maestro de capilla de Santa Maria in Spello (1606). En los años siguientes ocupó el mismo puesto en la Capilla Musical de la Basílica de Santa María en Trastevere (1609-1610) y en la Basílica de Santa María la Mayor en Roma, desde el 3 de abril de 1610 hasta su muerte.
Domenico Allegri fue uno de los primeros compositores romanos que compuso para instrumentos con partes independientes en la música vocal.
Su Modi quos expositis in choris, publicado en Roma por Robletti en 1617, incluye solos y dúos con bajo continuo para dos violines. Esta obra fue compuesta por Allegri sobre la Oda Caelestium Orbium Armoniam de Cesare Laurenti, profesor del Seminario Romano.